# Teoría de la Estrategia (Chamberlain)
La Teoría de la estrategia de Geoffrey P. Chamberlain fue publicada por primera vez en 2010. La teoría se basa en la obra de Alfred D. Chandler, Jr, Kenneth R. Andrews, Henry Mintzberg y James Brian Quinn, pero es más específica e intenta cubrir las principales áreas que no aborda. 

## Factores
Chamberlain analiza una estrategia construida por medio de un tratamiento como una combinación de cuatro factores.

### Factor 1. Qué estrategia es.
La teoría introduce una interpretación específica y coherente de la construcción de una estrategia. Chamberlain argumenta que no es posible analizar o comparar estrategias si no podemos describir y categorizar claramente lo que estamos viendo. El factor 1 se resume en siete proposiciones:
- Proposición 1: la estrategia opera en un dominio delimitado (es decir, separado de los dominios de política, táctico y operacional).
- Proposición 2: una estrategia tiene un enfoque único y coherente.
- Proposición 3: una estrategia consiste en una dirección básica y una ruta amplia.
- Proposición 4: una estrategia puede ser deconstruida en elementos.
- Proposición 5: cada uno de los componentes individuales del camino amplio de una estrategia (es decir, cada uno de sus empujes esenciales) es un único concepto coherente que aborda directamente la entrega de la dirección básica.
- Proposición 6: los empujes esenciales de una estrategia implican cada uno un canal de influencia específico.
- Proposición 7: los elementos constitutivos de una estrategia se forman deliberada o emergentemente.

### Factor 2. Las fuerzas que dan forma a la estrategia.
La teoría de Chamberlain establece que la estrategia de una entidad es el resultado de la interacción de una variedad de fuerzas dentro y alrededor de la entidad, con el sesgo cognitivo del estratega. Esas fuerzas se dividen arbitrariamente en tres amplias categorías: internas, externas y accionistas.
Su teoría del sesgo cognitivo aplica dos teorías psicológicas experimentadas (la teoría de "adaptación-innovación" de Michael Kirton y la teoría de Eduard Spranger de que hay seis tipos de énfasis cognitivo) para identificar doce tipos de estrategas. 
Chamberlain argumenta que solo seis de estos tipos pueden tener éxito como estrategas, y describe esos seis, a los que llama Operadores, Ejecutivos, Administradores, Emprendedores, Pioneros y Visionarios.

### Factor 3. Los procesos que forman la estrategia.
Chamberlain afirma que sus Factores 1 y 2 especifican implícitamente los diversos procesos que pueden estar involucrados en la formación de la estrategia. Los explica y muestra cómo se relacionan entre sí al presentar un gráfico de proceso secuencial simple que distingue entre estrategia deliberada y emergente en cada paso. Afirma que este aspecto de su teoría ofrece una solución a una vieja disputa en la literatura de gestión sobre las diferencias técnicas y prácticas entre la formación de estrategia deliberada y emergente.

### Factor 4. Los mecanismos por los cuales la estrategia puede tener efecto.
Como se explicó anteriormente, el Factor 1 divide el entorno de cualquier entidad en tres categorías. En su discusión del Factor 4, Chamberlain divide las formas en que cada una de esas áreas ambientales puede ser influenciada, en dos tipos. 
El primer tipo, el enfoque racional, consiste en solo considerar fuerzas económicas estándar, como lo describen, por ejemplo, Adam Smith, Joseph Schumpeter y Michael Porter.
El segundo tipo de técnica de influencia, el enfoque social, considera combinaciones de fuerzas económicas y psicológicas, incluidas, por ejemplo, las descritas por Herbert A. Simon, Hillman y Hitt, y Pfeffer y Salancik.
La combinación de las tres áreas ambientales con las dos técnicas de influencia crea seis categorías de técnicas que las estrategias pueden emplear para lograr los efectos deseados. Chamberlain llama a estas categorías "canales de influencia" (ver la Proposición 6 arriba, el Factor 1), y afirma que un estratega competente puede usar los seis. Sostiene que un estratega que solo considera un canal de influencia -por ejemplo, el canal racional externo, del que dependen las teorías de Porter- está atrapado en un paradigma.

## Usos
Chamberlain afirma que su teoría se aplica a la estrategia de cualquier organización, cualquiera que sea el tipo o tamaño de la organización: comercial, militar, religiosa, sin fines de lucro, sindicato, club social, rama administrativa o política del gobierno, o incluso personas individuales.

## Limitaciones prácticas actuales de la teoría de Chamberlain
Hasta la fecha, la validación empírica de la teoría de Chamberlain se limita a los casos analizados en su libro: descripciones y análisis de las estrategias de solo diez organizaciones. La validación adecuada de la teoría requiere el uso de su proceso analítico por parte de otros investigadores independientes para clasificar un número mucho mayor de estrategias de las organizaciones y los sesgos cognitivos de sus estrategas.

### Nota
Chamberlain define a un estratega como la persona o grupo que toma, o tiene el poder de tomar, las decisiones estratégicas de la organización. Considera a los analistas y asesores, por creativos que sean, como profesionales de la estrategia pero no como estrategas.

## Leer también
- Allison, Graham Tillett, Jr., 1971, Essence of decision: Explaining the Cuban missile crisis, Little Brown, Boston.
- Bower, Joseph Lyon and Gilbert, Clark G., 2007, 'How managers' everyday decisions create or destroy your company's strategy,' Harvard Business Review, vol. 85, no. 2, pp. 72–79.
- Braybrooke, David and Lindblom, Charles E., 1963, A Strategy of Decision: Policy Evaluation as a Social Process, Free Press, Glencoe.
- Cyert, Richard Michael and March, James Gardner, 1963, A behavioral theory of the firm, Prentice Hall, Englewood Cliffs.
- Kets de Vries, Manfred F. R., 1977, 'The entrepreneurial personality: A person at the crossroads,' Journal of Management Studies, vol. 14, no. 1, pp. 34–57.
- Miles, Raymond E. and Snow, Charles Curtis, 1978, Organizational strategy, structure and process, McGraw-Hill, New York.

- Datos: Q5069565